# مفيدة قدري
مفيدة قدري (بالتركية: Müfide Kadri)‏ ‏ (1889/90-1912) هيَ رسامة وَملحنة تركية، وتعتبر واحدة من أوائل الفنانات في تركيا، كما تُعتبر أول مُعلمة فنون مهنية في الدولة العثمانية، وقد رسمت غالباً صُور ومشاهد عن شخصيات.
فقدت مفيدة والدتها وهي طفلة صغيرة، فتبناها قدري بدي وزوجته حيثُ كانا بلا أطفال، وقد تعلمت في المنزل على يد مُعلمين خصوصيين، وهم الذين اكتشفوا موهبتها الفنية.
أصيبت مفيدة بمرض السل عام 1911، وتوفيت في العام التالي، وبعد وفاتها تم بيع أربعين لوحة من لوحاتها لصالح «جمعية الرسامين العثمانيين»، ونتيجةً لوفاتها شعر قدري بالحزن الشَديد، فقام بأداء العمرة عنها في مكة وبقيَ هُناك حتى أُجبر على الرحيل عند سُقوط الدولة العثمانية.

## لوحات مختارة

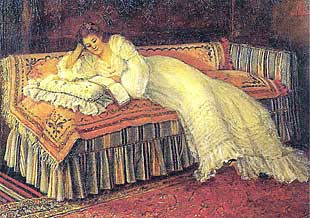
امرأة تقرأ كتاب
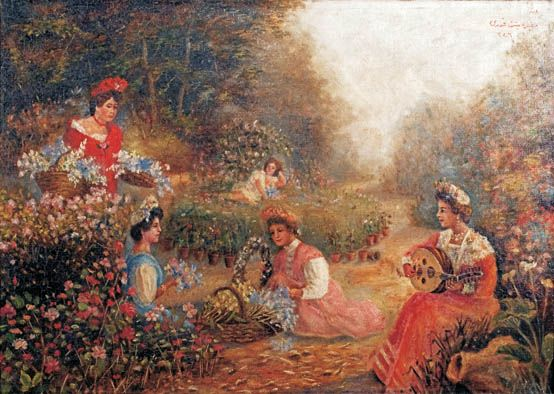
امرأة تلعب على العود
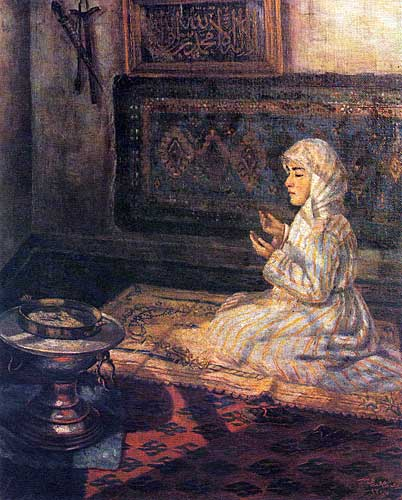
فتاة تصلي
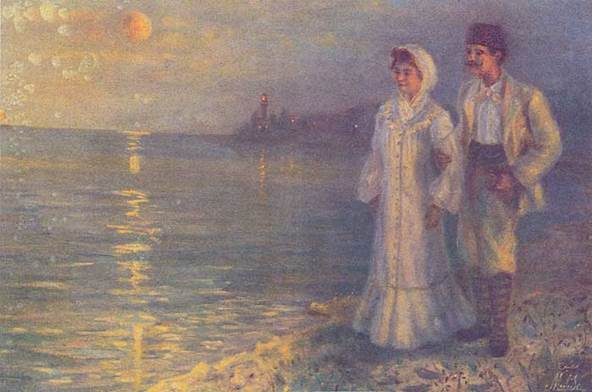
مُحبين على الشاطئ